# 毛浴镇
毛浴镇，是中华人民共和国四川省巴中市通江县下辖的一个乡镇级行政单位。

## 行政区划
毛浴镇下辖以下地区：
毛浴街道社区、长江村、朝阳村、高灯村、龙江村、龙溪村、迎春村、浴江村、高安村、草帽村、川云村、干溪村、马鞍村、天兴村、五台村、杨坪村和赵塬村。